# Cinabarit
Cinabarit ili rumenica (lat. cinnabari od grč. ϰıννάβαρı od arap. zinjafar) je heksagonski mineral crvene boje i najvažnija ruda žive, živin(II) sulfid, HgS. Nastaje u području ugaslih vulkana hidrotermalnim putem na prilično niskoj temperaturi; često je u zajednici s srebrom Ag, As4S4, piritom FeS2, SB2S3, vapnencem CaCO3, kremenom SiO2. Veliki rudnici cinabarita nalaze se u Španjolskoj (Almadén), Kaliforniji (New Almaden, New Idria), Italiji (Monte Amiata, Toskana) i Idriji (Slovenija). Vrste cinabarita su: 
- ciglena ruda, praškast cinabarit impregniran u dolomitu;
- čelična ruda, prilično čist cinabarit, čeličnosive boje od primjese bitumena;
- živina jetrena ruda, bituminozni glineni škriljevac s cinabaritom, jetrene boje;
- idrijalit, gust cinabarit s puno bitumena.[1]

Vizualno je sličan realgaru, no tvrđi je i gušći. Cinabarit je najčešći i gospodarski najvažniji živin mineral, s masenim udjelom žive od gotovo 87%. Oba se oblika - masa i kristali - javljaju oko aktivnih vulkana i vrućih izvora. Vadi se od 7. stoljeća prije Krista, bila je izvor crnih i crvenih pigmenata i žive za zrcala. Danas se koristi za proizvodnju žive u kemijskoj industriji.

## Vermilion
Vermilion, cinober ili rumenica je narančasto crveni, skarletni pigment, izvorno proizveden iz u prah usitnjenog minerala cinabarita; također je i naziv za boju koja nastaje upotrebom istog pigmenta. Vermilion je imao široku primjenu već u slikarstvu antičkog Rima, u iluminiranim rukopisima srednjega vijeka, renesansnom slikarstvu i u izradi glaziranog posuđa u Kini, radi čega se i udomaćio naziv "kinesko crvena" za ovu boju.
Cinober može biti prirodni i umjetni, ali su kemijski isti, optičkih razlika nema. Grublje zrno prirodnog živinog sulfida je jedino obilježje porijekla. Starijim postupkom proizvodnje (kineski cinober) grublje je zrno pigmenta i nešto hladnijeg ljubičastog (violetnog) stanja. Noviji postupci korišteni od 18. stoljeća daju čistiju i topliju nijansu izrazite jakosti. Cinober je otporan prema alkalijama i kiselim sumpornim spojevima, nepromjenjivo (inertno) se ponaša prema svim pigmentima, dobro pokriva, s uljanim vezivom sporije suši. Jedini nedostatak je što neke vrste potamne pod direktnim djelovanjem Sunčeve svjetlosti.
Cinober je žarkocrveni pigment dobiven toplinskom obradom cinabarita (HgS) — živinog sulfida triklinske kristalne rešetke. U procesu prženja dobiva se cinober, živa i sumporov dioksid. Poput olovnog bjelila, često se koristio u domaćinstvu, a mogao se nabaviti po željezarima i poljoprivrednim apotekama.

## Slike
| | |                               |            |
| Vermilion je narančasto crveni, skarletni pigment, izvorno proizveden u prah usitnjenog minerala cinabarita. | Kineska kutija obojena vermilionom iz dinastije Qing (1736. – 1795.) (Nacionalni muzej Kine, Peking). | Cinabarit i alunit (Arizona). | Cinabarit. |

## Vanjske poveznice
|  | Zajednički poslužitelj ima još gradiva o temi Cinabarit |